# Сантос, Сержио (волейболист)
Сержио Дутра Сантос (порт.-браз. Sérgio Dutra Santos; род. 15 октября 1975 года, Диаманти-ду-Норти), известный под именами Сержио, Сержиньо (порт.-браз. Serginho), Эскадинья (порт.-браз. Escadinha) — бразильский волейболист, либеро, игрок национальной сборной, двукратный олимпийский чемпион, двукратный чемпион мира.

## Биография
Сержио Сантос родился в Диаманти-ду-Норти в семье работника кофейной плантации. Когда будущему волейболисту было 9 месяцев, его родители решили покинуть небольшой городок в штате Парана и попытать счастья в Сан-Паулу. Чтобы помочь семье, Сержио в 12-летнем возрасте устроился на работу в супермаркет упаковщиком.
В волейбол начинал играть в районе Пиритуба в Сан-Паулу, с 14 лет занимался у тренера Арналдо Асунсана, а с 1992 года играл в «Палмейрасе». В 1997 году был приглашён в «Сан-Каэтану», где освоил только что появившееся в волейболе амплуа либеро при том, что изначально был нападающим.
Основная часть клубной карьеры Сержиньо прошла в Бразилии, за исключением четырёх сезонов, проведённых в итальянской «Пьяченце». В её составе в 2006 году бразильский либеро выиграл Кубок топ-команд, а в 2008-м вместе с командой дошёл до финала Лиги чемпионов, в котором она уступила казанскому «Динамо-Таттрансгаз».
В 2001 году провёл первые матчи за сборную Бразилии и вплоть до 2009 года беспрерывно выступал в её составе, выиграл золотую медаль на Олимпийских играх в Афинах и серебро на Олимпиаде в Пекине, два чемпионата и два Кубка мира, два Больших чемпионских Кубка, пять чемпионатов Южной Америки, семь турниров Мировой лиги. По итогам «Финала шести» Мировой лиги-2009 был награждён призом MVP, став первым игроком амплуа либеро, получившим самый престижный индивидуальный трофей в турнирах, проводимых Международной федерацией волейбола.
В 2010 году из-за проблем с позвоночником за сборную не выступал, в июле перенёс операцию по удалению грыжи межпозвоночного диска.
В 2011 году вернулся в национальную команду и на протяжении двух сезонов снова являлся её основным либеро. На чемпионате Южной Америки-2011 Эскадинья был награждён сразу четырьмя личными наградами, включая приз MVP. В 2012 году в Лондоне сыграл на третьей в своей карьере Олимпиаде. После поражения бразильцев в финале Игр от команды России объявил о завершении карьеры в сборной, но в очередной раз возобновил её в 2015 году.
21 августа 2016 года в Рио-де-Жанейро в возрасте 40 лет во второй раз завоевал золотую медаль Олимпийских игр и был признан самым ценным игроком турнира.
17 мая 2020 года объявил о завершении спортивной карьеры.

## Достижения

### В клубной карьере
- Чемпион Бразилии (2010/11), серебряный (1993/94, 2001/02, 2013/14, 2014/15) и бронзовый (1994/95, 2002/03, 2012/13, 2016/17) призёр чемпионатов Бразилии.
- Чемпион штата Сан-Паулу (1999, 2000, 2001, 2011, 2012, 2013).
- Обладатель Кубка Сан-Паулу (2010, 2011).
- Победитель чемпионата Южной Америки среди клубов (2011).
- Серебряный (2006/07, 2007/08) и бронзовый (2004/05) призёр чемпионатов Италии.
- Финалист Кубка Италии (2005/06).
- Обладатель Кубка Top Teams (2005/06).
- Финалист Лиги чемпионов ЕКВ (2007/08).
- Финалист Кубка Европейской конфедерации волейбола (2006/07).

### Со сборной Бразилии
- Олимпийский чемпион (2004, 2016), серебряный призёр Олимпийских игр (2008, 2012).
- Чемпион мира (2002, 2006).
- Чемпион Южной Америки (2001, 2003, 2005, 2007, 2009, 2011, 2015).
- Чемпион Мировой лиги (2001, 2003, 2004, 2005, 2006, 2007, 2009), серебряный призёр Мировой лиги (2002, 2011, 2016).
- Обладатель Кубка мира (2003, 2007), бронзовый призёр Кубка мира (2011).
- Обладатель Всемирного Кубка чемпионов (2005, 2009).
- Обладатель Кубка Америки (2001), серебряный призёр Кубка Америки (2005, 2008).
- Чемпион Панамериканских игр (2007), бронзовый призёр Панамериканских игр (2003).

### Индивидуальные награды
- MVP «Финала шести» Мировой лиги (2009), чемпионатов Южной Америки (2011, 2015), Олимпийских игр (2016).
- Лучший защитник Кубка Америки (2001), «Финала восьми» Мировой лиги (2002), Олимпийских игр (2004), чемпионата Южной Америки (2011).
- Лучший либеро Панамериканских игр (2003), Кубка мира (2003), Олимпийских игр (2004), Панамериканских игр (2007), чемпионата Южной Америки (2007), Кубка мира (2007), Кубка Америки (2008), чемпионата Южной Америки (2009), Всемирного Кубка чемпионов (2009), чемпионата Южной Америки (2011), Олимпийских игр (2016).
- Лучший принимающий Олимпийских игр (2004), Панамериканских игр (2007), Кубка Америки (2008), чемпионата Южной Америки (2011), Кубка мира (2011).
- Лучший либеро «Финала четырёх» Кубка Top Teams (2005/06), Лиги чемпионов (2007/08), клубного чемпионата Южной Америки (2011), клубного чемпионата мира (2011); лучший защитник клубного чемпионата Южной Америки (2011); лучший принимающий клубного чемпионата мира (2011).
- Член Волейбольного зала славы (2021)[6].

## Личная жизнь
Со своей будущей женой Ренатой Сержио познакомился ещё в детстве в Сан-Паулу. У них трое сыновей.
В 2005 году при участии Сержио в округе Пиритуба, где спортсмен начинал свой путь в большой волейбол, был открыт детский волейбольный центр Serginho 10.